# Josefine Sundström

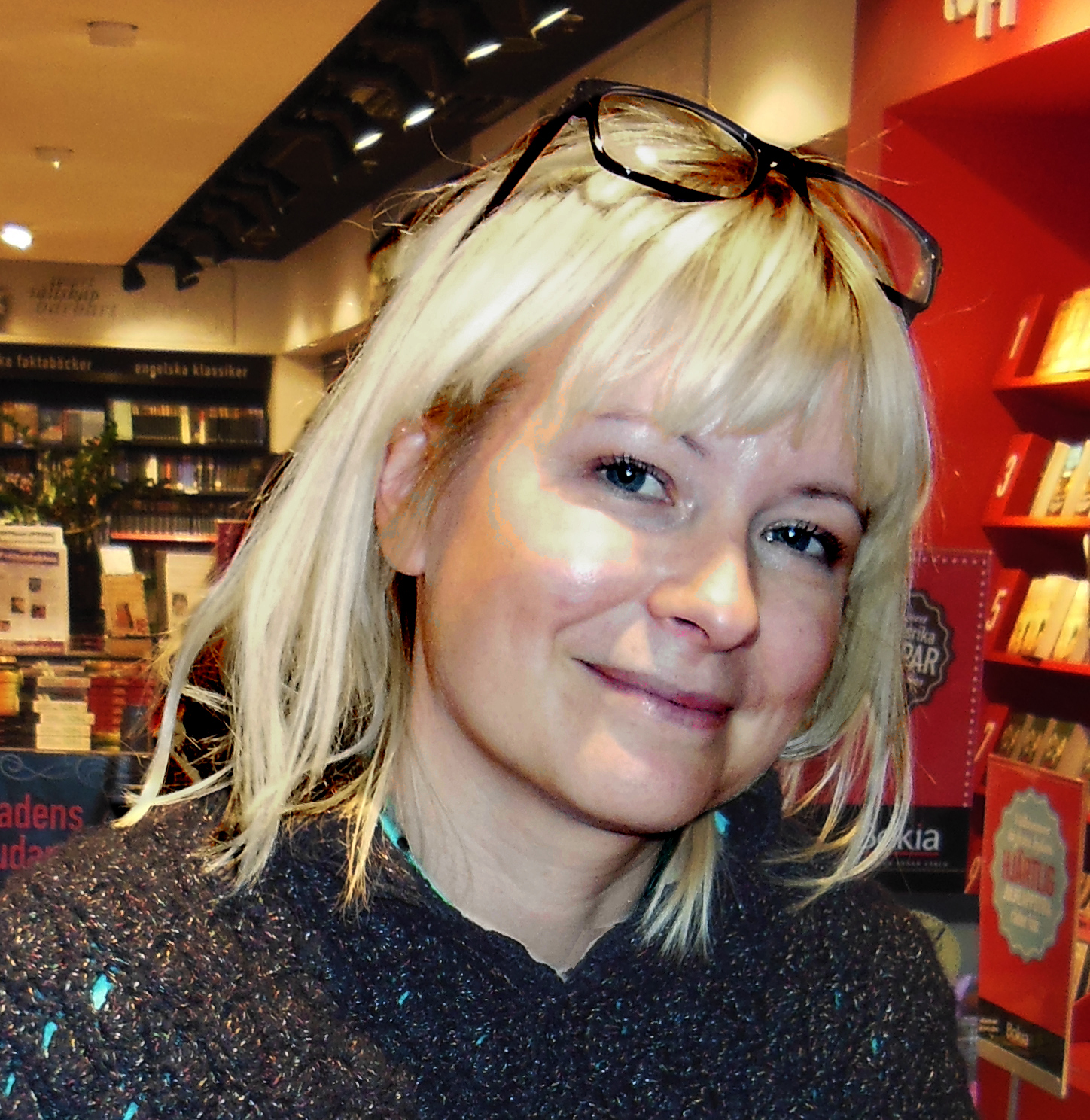
Josefine Sundström (2012)

Josefine Sundström (* 6. September 1976) ist eine schwedische Fernsehmoderatorin und Schriftstellerin.

## Leben
Sundström wuchs in Upplands Väsby auf. Sie wurde an der Königlich Schwedischen Ballettschule in Stockholm ausgebildet und arbeitete als klassische Balletttänzerin und Tanzpädagogin. Im Jahr 1999 nahm sie mit der Gruppe Ai am Melodifestivalen mit dem Beitrag „Bilder av dig“ teil, der auf einer internationalen Bühne erschien. Im selben Jahr begann sie beim schwedischen Fernsehen zu arbeiten und war dort Programmleiterin unter anderem für Voxpop und Melodifestivalen 2001, Lilla Melodifestivalen, Världens Barn, Kristallen, Cirkusprincessan, Säpop und Sommarlov. 
Seit 2012 ist Sundström Programmleiterin bei Sveriges Radio. Sie war auch schwedische Kommentatorin beim Eurovision Song Contest 2013 in Malmö.
Sundström veröffentlichte 2010 ihren Debütroman Vinteräpplen. 2012 folgte die Fortsetzung Boel och Oscar. Sundström ist auch Autorin der Kinderbuchreihe Sagasagor, die bei Bonnier Carlsen erscheint. Diese wurde für eine animierte TV-Serie adaptiert, die 2019 und 2020 für den Kristallen nominiert war.
Zudem war Sundström als Kolumnistin tätig, unter anderem für Aftonbladet Söndag und Damernas Värld. 
Im Jahr 2002 veröffentlichte sie die Single „You Better Run“ und im folgenden Jahr die Single „Bring some Flowers“.
Sundström lebt in Sollentuna. Sie ist mit dem Medienberater und Journalisten Klas Lindberg verheiratet und hat zwei Töchter.